# Каралык (село)
Каралык — село в Большеглушицком районе Самарской области в составе сельского поселения Фрунзенское. 

## География
Находится на левом берегу реки Каралык на расстоянии примерно 32 километра по прямой на восток от районного центра села Большая Глушица.

## Население
Постоянное население составляло 216 человек (русские 74%) в 2002 году, 195 в 2010 году.